# Призрак Красной реки
«Призрак Красной реки» (англ. An American Haunting) — фильм ужасов о сверхъестественном 2005 года, снятый режиссёром Кортни Соломоном. Фильм совместного производства Великобритании, Канады, Румынии и США. Основан на романе «Ведьма-колокольчик: американское привидение» писателя Брента Монахэна. Роман же, в свою очередь, основан на легенде о ведьме-колокольчик.

## Сюжет
Основан на реальных событиях. Первая половина XIX. Теннесси. Церковный суд обвиняет землевладельца Джона Белла в ростовщичестве в отношении жительницы деревни Кейт Бэттс, на которой нажился обвиняемый, арендуя её земли. После вынесения несправедливого вердикта Кейт Бэттс, которую местные жители подозревали в колдовстве и считали ведьмой, пообещала своему обидчику, что вскоре на него и его семью падёт проклятие. Через какое-то время в доме Беллов начинают происходить паранормальные явления. С наступлением ночи в спальную комнату дочери-подростка Бетси Белл стал приходить таинственный дух, который подвергал бедную девочку различным формам истязания. У Бетси появляются видения и одержимость. Все члены семьи живут в постоянном страхе, с ужасом наблюдая происходящее. Обряды изгнания демона из дома не приносят никакого результата. Ослабевшая девочка угасает на глазах и находится в ожидании смерти. Выясняется, что появление демона в доме кроется вовсе не в проклятии Кейт Бэттс. В появлении злобного духа виновен глава семьи — Джон Белл, который воспользовался невинностью своей дочери. После того как доведённый до отчаянья из-за несчастий, обрушившихся на родных, ослабевший глава семьи умирает, дух навсегда покидает дом Беллов.

## В ролях
- Дональд Сазерленд — Джон Белл
- Сисси Спейсек — Люси Белл
- Джеймс Д’Арси — Ричард Пауэлл
- Рейчел Херд-Вуд — Бетси Белл
- Мэттью Марш — Джеймс Джонстон
- Том Фелл — Джон Белл-мл.
- Зои Торн — Тени Торн
- Гэй Браун — Кейт Бэттс
- Сэм Александр — Джошуа Гарднер
- Микель Браун — Хлоя
- Вернон Добчефф — старейшина
- Шона Шим — Анки

## Съёмочная группа
- Режиссёр: Кортни Соломон
- Продюсеры: Кристофер Милбёрн, Андре Руле, Кортни Соломон
- Сценарист: Кортни Сломон
- Оператор: Адриан Биддл
- Композитор: Джастин Кейн Барнетт

## Критика
«Призрак Красной реки» получил в целом негативные отзывы критиков. На сайте-агрегаторе рецензий Rotten Tomatoes  фильм имеет   рейтинг  14% «свежести»  на основе 71 обзора. Консенсус гласит: «Выглядит хорошо, но разве это не должно было быть страшно?». Лидия Маслова выразила недоумение по поводу участия в неудачном, по её мнению, проекте  именитых Спейсек и Сазерленда, при этом похвалив игру Херд-Вуд.
Brian W. Collins написал ревью на картину.

## Номинации
- Teen Choice Awards — номинации (2006)
- Золотой трейлер — номинация (2006)
- Fangoria Chainsaw Awards[англ.] — номинация (2006)
- Stinkers Bad Movie Awards[англ.] — номинация (2006)[7]